# Ritratto di Celso Lagar
Ritratto di Celso Lagar è un dipinto a olio su tela (35x27 cm) realizzato nel 1915 dal pittore italiano Amedeo Modigliani.
Il dipinto è conservato a Gerusalemme presso il Museo d'Israele.
L'effigiato era un pittore spagnolo trapiantato a Parigi, che si legò d'amicizia a Modigliani.